# Anomis stigmatizans
Anomis stigmatizans là một loài bướm đêm trong họ Erebidae.